# Национальный день Бельгии

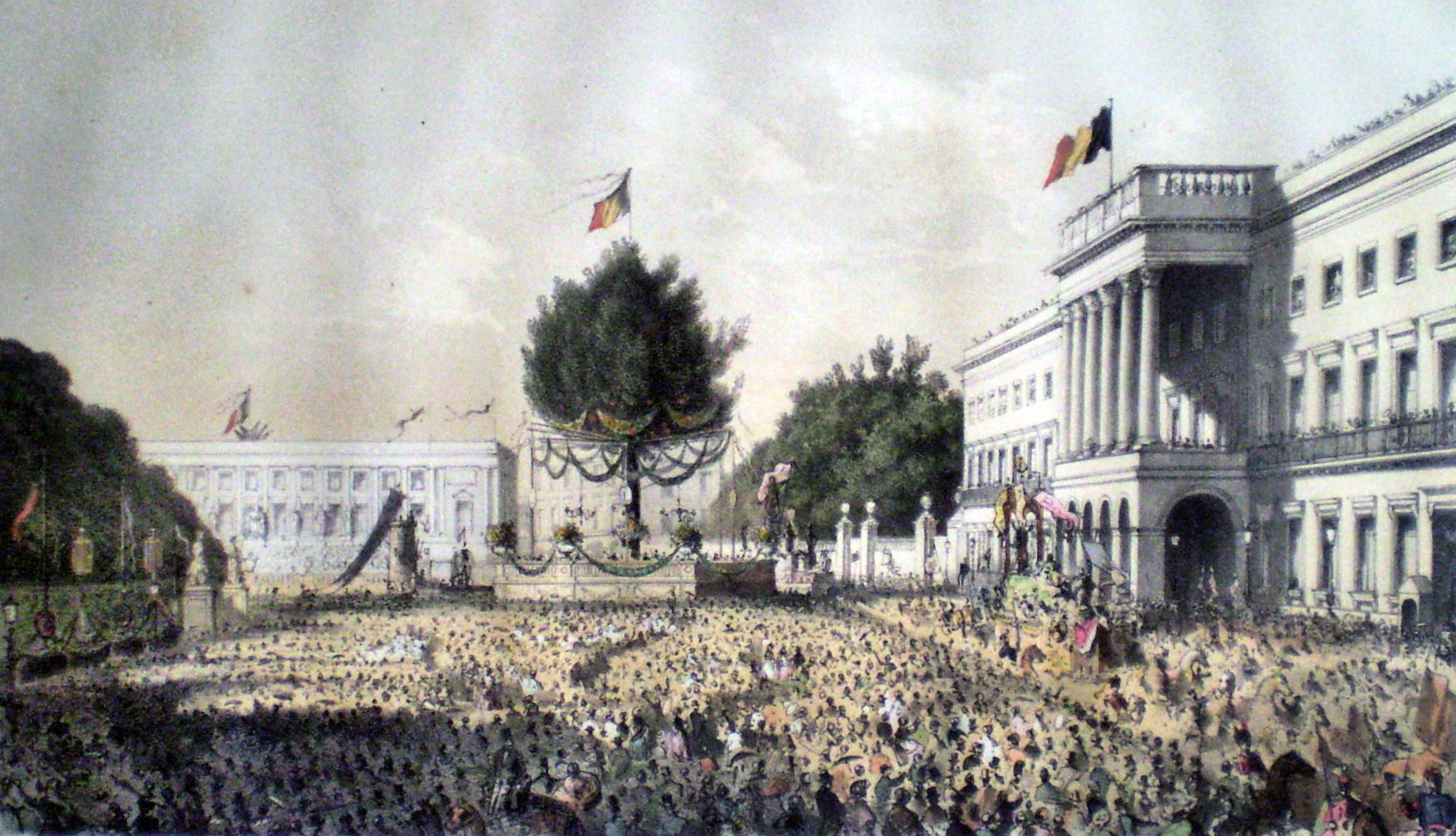
Празднование 25-й годовщины независимости у Королевского дворца в Брюсселе

Национальный день Бельгии (нидерл. Nationale feestdag van België, фр. Fête nationale belge, нем. Belgischer Nationalfeiertag), также известен под названием Национальный бельгийский фестиваль — один из 12 национальных праздников Бельгии, отмечаемый ежегодно 21 июля, начиная с 1890 года.

## История
После Бельгийской революции 1830 года, которая де-факто привела Бельгию к независимости от Нидерландов, новообразованный Национальный конгресс решил, что их страна будет королевством и 4 июня 1831 года позвал на царствование Леопольда I. Тот принял предложение, вскоре прибыл в Брюссель и официально получил власть 21 июля того же года.
Официально праздник был признан законом от 27 мая 1890 года.